# 西宗元次郎
西宗 元次郎（にしむね げんじろう、1854年11月5日（安政元年9月15日） - 1918年（大正7年）1月1日）は、明治から大正時代の政治家。実業家。銀行家。貴族院多額納税者議員。

## 経歴
広島県出身。恒松保平の二男として生まれ、先代西宗善四郞の養子となり、1891年（明治24年）6月家督を相続する。1892年（明治25年）以降、広島県会議員のほか、広島県農工銀行、忠海商業、備後船渠などの重役、豊田貯蓄銀行、豊田銀行各頭取を歴任した。
1916年（大正5年）広島県多額納税者として補欠選挙で貴族院議員に互選され、同年8月11日から務めた。1918年（大正7年）在任中に没した。